# Molejas
Moleja é um termo culinário para o timo ou o pâncreas especialmente das carnes do vitelo e de cordeiro, e, menos comumente também para a carne bovina e de porco.
Várias outras glândulas, utilizadas em refeições, às vezes também são chamadas de molejas. Como o tumor da glândula parótida, as glândulas sublinguais, bem como o ovário e testículos.
Uma forma comum de servi-la  — principalmente nas ilhas britânicas — consiste na preparação do timo refogado que envolve o cozimento em água salgada, em seguida, escalfado ao leite, depois que a membrana externa é removida. Depois de secos e refrigerados são geralmente empanados e fritos.
As molejas também são utilizadas em recheios ou patês. Em muitos pratos latino-americanos, são grelhadas como, por exemplo, na culinária argentina. Também são típicas da cozinha turca onde são servidas em pães.